# Släbo
Släbo är en mindre by som ligger cirka en kilometer öster om Kode och E6:an i Kungälvs kommun, Västra Götalands län. I byn finns en jordbruksfastighet och några få hus.